# Cimicidae
Os percevejos de cama são insectos sem asas da ordem Hemiptera e da família Cimicidae, parasitas externos de vários animais que, assim como as pulgas, se alimentam exclusivamente de sangue.
A espécie mais comum é Cimex lectularius.

## Características
O percevejo-comum, Cimex lectularius tem corpo achatado, com cerca de 6 mm de comprimento e coloração geralmente marrom-avermelhada, mas as cores dos percevejos podem variar de quase branca (assim que saem do ovo), marrom claro ou marrom escuro, para um castanho avermelhado.

## Subfamílias, géneros e espécies[1]
- Subfamília Afromicinae
  - Género Afrocimex
    - Afrocimex constrictus
- Subfamília Cimicinae
  - Género Bertilia
    - Cimex adjunctus
    - Cimex antennatus
    - Cimex brevis
    - Cimex columbarius
    - Cimex incrassatus
    - Cimex latipennis
    - Cimex lectularius
    - Cimex hemipterus (C. rotundatus)
    - Cimex pilosellus
    - Cimex pipistrella

  - Género Oeciacus
    - Oeciacus hirundinis
    - Oeciacus vicarius

  - Género Paracimex
  - Género Propicimex
- Subfamília Cacodminae
  - Género Aphrania
  - Género Cacodomus
  - Género Crassicimex
  - Género Leptocimex
    - Leptocimex boueti

  - Género Loxaspis
  - Género Stricticimex
- Subfamília Haematosiphoninae
  - Género Caminicimex
  - Género Cimexopsis
    - Cimexopsis nyctalis

  - Género Haematosiphon
    - Haematosiphon inodorus

  - Género Hesperocimex
    - Hesperocimex coloradensis
    - Hesperocimex sonorensis

  - Género Ornithocoris
    - Ornithocoris pallidus
    - Ornithocoris toledoi

  - Género Psitticimex
  - Género Synxenoderus
    - Synxenoderus comosus
- Subfamília Latrocimicinae
  - Género Latrocimex
- Subfamília Primicimicinae
  - Género Bucimex
  - Género Primicimex
    - Primicimex cavernis